# Ana de Andrade
Ana de Andrade, död 1690, var en spansk skådespelare. Hon var engagerad vid de kungliga teatrarna i Madrid, Teatro de la Cruz och Teatro del Príncipe. 
Hon tillhörde de mer uppmärksammade scenartisterna under sin samtid. 